# Коржиков Тит Михайлович
Тит Михайлович Коржиков (1896, село Підмонастирська Слобідка Суразького повіту Чернігівської губернії — розстріляний 26 травня 1937) — радянський партійний і державний діяч, голова Чернігівського губвиконкому (1920) і Мелітопольського окрвиконкому (1926–1928).

## Біографія
Народився 26 серпня (7 вересня) 1896 року в селі Підмонастирська Слобідка Суразького повіту Чернігівської губернії (нині село Червона Слобода, Суразького району, Брянської області) . За національністю росіянин. 
Закінчив Суразьке початкове училище. У 1917 році вступив в РСДРП (б), очолив Суразький політвиконком.
Згідно з наказом від 31 січня 1919 року було членом Військово-революційного комітету Чернігівської губернії. З 2 липня 1919 року — голова Чернігівського губернського комітету оборони.
Як керівник Чернігівського ЧК брав участь в червоний терор. Зокрема, в ніч з 1 на 2 серпня 1919 під керівництвом Коржікова був розстріляний видатний діяч Чернігівського повітового земства Олексій Олександрович Бакуринский. Разом з ним був розстріляний його син Олександр, студент, за словами Коржікова — «за компанію, щоб не мстив за батька».
Також у цей час Тит Коржиков публікував революційні вірші в місцевій газеті.
З 9 травня по 12 липня 1920 року — голова Чернігівського губернського революційного комітету, потім — голова виконавчого комітету Чернігівської губернської ради.
З 1921 року — голова Донецької губернської ради профспілок.
До 1925 року працював інструктором Організаційного відділу ЦК КП (б) України.
У 1926—1928 роках — голова виконавчого комітету Мелітопольської окружної ради.
З березня 1929 по серпень 1930 року — голова окружної планової комісії — заступник голови виконавчого комітету Сирдар'їнської окружної ради Казакської АРСР.
Після цього — на радянській і господарській роботі.  На початку 1930-х років був начальником житлового будівництва в Магнітогорську, до лютого 1937 року — начальником будівництва заводу «Карболену» в місті Орехово-Зуєво Московської області.
17 лютого 1937 був заарештований за звинуваченням в участі в контрреволюційній терористичній організації. 26 травня 1937 Військовою колегією Верховного суду СРСР засуджений до розстрілу, і в той же день вирок приведений у виконання. Похований на Донському кладовищі, в могилі № 1. Реабілітований 14 квітня 1956, визначенням Військової колегії Верховного суду СРСР .

## Родинні зв`язки
- Дружина Коржікова також була арештована і багато років провела в таборах[4].

- Сина Віталія виховували мелітопольські родичі матері. Згодом він став відомим дитячим письменником[5].

## Пам'ять
- Вулиця Тита Коржикова є в місті Сураж Брянської області, недалеко від місця його народження.